# Phillip Wilson
Phillip Wilson, né le 13 novembre 1996 à Wellington, est un rameur d'aviron néo-zélandais spécialiste du huit.

## Palmarès

### Jeux olympiques
- 2020 à Tokyo,  Japon
  -  Médaille d'or en huit[1]